# Méket
Méket est un haut fonctionnaire égyptien qui travaille pour le pharaon Amenemhat II. [réf. nécessaire] C'est un noble, « ami unique » du pharaon, trésorier du roi de Basse-Égypte, titre créé précédemment sous la XIe dynastie. Précisément, il est directeur du trésor, c'est-à-dire qu'il gère le domaine royal dans le royaume tout entier et qu'il organise les expéditions minières. Pour l'assister, le directeur du trésor dirige un chef des trésoriers, lui-même responsable des trésoriers.
Méket et son fils Snéfrou sont également « directeur des barques » et « chef des recrues » à Dahchour et Sarabit al-Khadim. [réf. nécessaire]